# Яркое Поле (Кировский район)
Я́ркое По́ле (до 1945 года Кра́сный Терче́к; укр. Ярке Поле, крымскотат. Qızıl Terçek, Къызыл Терчек) — село в Кировском районе Республики Крым, центр Яркополенского сельского поселения (согласно административно-территориальному делению Украины — Яркополенского сельсовета Автономной Республики Крым).

## Население
| 2001 | 2014  | 2021  |
| ---- | ----- | ----- |
| 4927 | ↘4914 | ↘4592 |

### Динамика численности
- 1926 год — 179 чел.[10]
- 1939 год — 134 чел.[11]
- 1974 год — 4215 чел.[12]
- 2001 год — 4927 чел.[13]
- 2009 год — 4729 чел.[14]
- 2014 год — 4914 чел.[15]

## Современное состояние
На 2017 год в Ярком Поле числятся: проспект Красносельского, 44 улицы и территория ж/д переезд; на 2009 год, по данным сельсовета, село занимало площадь 513,6 гектара на которой, в 1669 дворах, проживало 4729 человек. На территории села действуют средняя общеобразовательная школа и ясли-сад № 9 «Солнышко», сельский Дом культуры, отделение почты России, церковь Сретения Господня. Яркое Поле связано автобусным сообщением с Феодосией, райцентром и соседними населёнными пунктами.

## География
Яркое Поле — село в центре района, примыкающее вплотную с юга к райцентру Кировское, там же ближайшая железнодорожная станция — Кировская (на линии Джанкой — Феодосия), высота центра села над уровнем моря — 30 м.

## История
Село было основано в 1924 году преселенцами с Арабатской стрелки, в том же году создавшими артель «Первая трудовая».
Впервые в исторических документах название встречается в Списке населённых пунктов Крымской АССР по Всесоюзной переписи 17 декабря 1926 года, согласно которому в селе Красный Терчек, Ислям-Терекского сельсовета Феодосийского района, числилось 45 дворов, из них 42 крестьянских, население составляло 179 человек, из них 135 русских, 43 украинца и 1 немец. В 1928 году был образован Красно-Терчекский сельсовет, в 1929 году — колхоз «Трудовое согласие». Постановлением ВЦИК «О реорганизации сети районов Крымской АССР» от 30 октября 1930 года из Феодосийского района был выделен (воссоздан) Старо-Крымский район (по другим сведениям 15 сентября 1931 года) и село включили в его состав, а, с образованием в 1935 году Ислям-Терекского района (переименованного в 1944 году в Кировский) — в состав нового района. По данным всесоюзной переписи населения 1939 года в селе проживало 134 человека.
В годы Великой Отечественной войны на фронтах сражались 36 жителей села, 34 награждены орденами и медалями СССР, 14 — погибли. В память погибших односельчан у здания правления колхоза в 2010 году установлен памятный знак. На сельском кладбище похоронены четыре неизвестных советских лётчика, погибших в районе села в период Отечественной войны. Вначале на могиле установили бетонную пирамидку со звездой и табличкой, в 1970-х — 1980-х годах 20 века заменённую на прямоугольное двухступенчатое надгробие. Также в Ярком Поле почитается братская могила красногвардейцев, погибших в годы Гражданской войны. Постановлением Совета министров Республики Крым № 627 от 20 декабря 2016 года могилы неизвестных лётчиков и красногвардейце отнесены к категории объектов культурно-исторического наследия России регионального значения.
В 1944 году, после освобождения Крыма от фашистов, 12 августа 1944 года было принято постановление № ГОКО-6372с «О переселении колхозников в районы Крыма» и в сентябре того же года в район приехали первые переселенцы, 428 семей, из Тамбовской области, а в начале 1950-х годов последовала вторая волна переселенцев. С 1954 года местами наиболее массового набора населения стали различные области Украины. Указом Президиума Верховного Совета РСФСР от 21 августа 1945 года Красный Терчек был переименован в Яркое Поле и Красно-Терчекский сельсовет — в Яркополенский. С 25 июня 1946 года Яркое Поле в составе Крымской области РСФСР, а 26 апреля 1954 года Крымская область была передана из состава РСФСР в состав УССР. Время упразднения сельсовета и включения в Кировский поссовет пока не установлено: на 15 июня 1960 года село уже числилось в составе. Указом Президиума Верховного Совета УССР «Об укрупнении сельских районов Крымской области», от 30 декабря 1962 года Кировский район был упразднён и село присоединили к Нижнегорскому. 1 января 1965 года, указом Президиума ВС УССР «О внесении изменений в административное районирование УССР — по Крымской области», вновь включили в состав Кировского. К 1968 году был восстановлен Яркополенский сельсовет. На 1974 год в Ярком Поле числилось 4215 жителей. С 12 февраля 1991 года село в восстановленной Крымской АССР, 26 февраля 1992 года переименованной в Автономную Республику Крым. С 21 марта 2014 года в составе Крыма аннексировано Россией.

## Известные жители
- Илья Гаврилович Поддубный — председатель колхоза «Украина», Герой Социалистического Труда[47].
- Николай Иванович Бернацкий — председатель колхоза «Украина», Герой Социалистического Труда[48].